# Eumenes assamensis
Eumenes assamensis (лат.) — вид одиночных ос рода Eumenes из семейства Vespidae.

## Распространение
Южная Азия: Индия, Китай (Тибет), Лаос, Непал.

## Описание
Желтовато-чёрные осы с тонким длинным стебельком брюшка (петиоль). Длина около 8—11 мм. У самок первый тергит Т1 сверху коренастый, резко расширенный через треть длины от основания, такой же длины, как мезосома; Т2 в профиль сильно выпуклый посередине, сильно вдавлен предвершинно, сильно сжат сзади, вершинный край слабо выемчатый. Тело чёрное с темно-красным (с оранжевым жёлтым пятном в межусиковом пространстве). Темно-красный цвет имеют: короткая линия на темени за глазом; перевязь неправильной формы у базального края переднеспинки; тегула кроме срединной черной области; заднеспинка, кроме краев; проподеальный клапан; наружное основание передних и средних голеней; пятно на передних и средних бёдрах на вершине; апикальная полоса на T1, T2 и S2 (полоса на T1, опухшая и блестящая, передняя сторона с выемками медиально и латерально). Вид был впервые описан в 1910 году энтомологом Geoffrey Meade-Waldo (1884—1916).